# Cowles
Cowles – wieś w Stanach Zjednoczonych, w stanie Nebraska, w hrabstwie Webster.